# Andy Kostecka
Andrew "Andy" Kostecka (Newark, Nueva Jersey, 10 de febrero de 1921-Bethesda, Maryland, 17 de enero de 2007) fue un jugador de baloncesto estadounidense que disputó una temporada en la BAA. Con 1,91 metros de estatura, jugaba en la posición de alero.

## Trayectoria deportiva

### Universidad
Jugó durante tres temporadas con los Hoyas de la Universidad de Georgetown, interrumpidas durante tres años por el servicio militar durante la Segunda Guerra Mundial, en las que promedió 15,1 puntos por partido. en 1943 alcanzaron la final del torneo de la NCAA, en la que cayeron ante la Universidad de Wyoming por 46-34.

### Profesional
Fue elegido en el Draft de la BAA de 1948 por Indianapolis Jets, donde jugó una temporada, promediando 6,4 puntos por partido.
Al término de la misma el equipo desapareció, optando por retirarse y trabajar para el gobierno federal de su país.

#### Estadísticas en la BAA

##### Temporada regular
| Temporada | Edad | Equipo            | Liga | P  | TIT | MIN | TC  | TCA | %TC  | 3P | 3PA | %3P | TL  | TLA | %TL  | R.OF. | R.DEF. | REB | ASIS | ROB | TAP | PER | FP  | PTS |
| 1948-49   | 27   | Indianapolis Jets | BAA  | 21 |     |     | 2.2 | 5.2 | .418 |    |     |     | 2.0 | 3.3 | .614 |       |        |     | 0.7  |     |     |     | 2.3 | 6.4 |
| Total     |      |                   | BAA  | 21 |     |     | 2.2 | 5.2 | .418 |    |     |     | 2.0 | 3.3 | .614 |       |        |     | 0.7  |     |     |     | 2.3 | 6.4 |